# Прљави инспектор Блажа и Кљунови
Прљави инспектор Блажа и Кљунови је српски рок бенд из Београда, основан 1994. године.

## Историјат бенда

### 1994—1999.
Бенд је основан почетком 1994. године од стране Игора Блажевића, познатијег као Прљави инспектор Блажа, гитариста Милутина Петровића Газде и Александра Караџића, бас гитаристе Дејана Ресановића и бубњара Војина Ђурашиновића. Почетком осамдесетих година, Блажевић је био лидер новог таласа у бенду Фискултурно лане. Почео је да користи свој псеудоним крајем 1991. године док је био запослен на Радију Пингвин.
У почетком бенд је углавном наступао у београдским клубовима Простор и Клубу студената технике. Већина песама које је бенд тада изводио били су хитови југословенских рок бендова, док је њихов највећи хит била песма Дуле Савић. Бенд је убрзо постао један од најпопуларнијих клупских бендова у Београду. Снимак свог концерта у Клубу Студената Технике одржаном 14. априла 1994. године објавили су на аудио касети под називом Игра рокенрол СР Југославија.
На албумима бенда су се нашле обраде песама Азре, Забрањеног пушења, Рибље чорбе, Прљавог казалишта, Бијелог дугмета, Плавог оркестра, али и обраде песама Блажевићевог бившег бенда Фискултурно лане. Панта, вођа алтернативног рок бенда Шикља и Нафта и Дракула, лидер панк рок бенда Директори појавили су се као гости на концерту бенда неколико пута. У истом периоду, 25. маја, Блажевић је организовао прославу Дана младих у клубу Простор, који је имао све елементе рок културе из социјалистичког доба.
У октобру 1996. године бенд је објавио први студијски албум под називом Плагијати и обраде, који садржи обраде Чекала сам од Јадранке Стојаковић, Да бог да црк'о рокенрол (кад га свако свира) од Елвис Ј. Куртовића и Шумадијски твист од Милета Лојпура. На албуму су се нашле и нове верзије песама бенда Фискултурно лане, као што су Vive Le France и Нема проблема. На албуму Плагијати и обраде из 1996. године гостовала је певачица Марија Михајловић и чланови бенда Ортодокс келтс. Након издавања албума, Милутин Петровић напустио је бенд, а заменио га је Сале Шофер. Године 1998. пре почетка Светског првенства у фудбалу 1998. године, бенд је снимио песму Алез Југославија, обраду песме Милорд певачице Едит Пијаф, а оне су са нашле на компилационом албуму Навијачке песме '98.
Године 1998. бенд је објавио свој други студијски албум под називом Секс, дрога, Бодирога, на тему кошаркаша Дејана Бодироге, након што је Кошаркашка репрезентација Југославије освојила златну медаљу на Светском првенству у кошарци 1998. године. На албуму су се нашли хитови попут Ариго Саки блуз (неколико верзија), Ево ти за такси, Лепа си Памела, О како ги сакам парите и други. Блажевић је након тога са другим члановима бенда формирао музичку кућу Кљун рекордс са намером да издају албуме бендовима из других бивших југословенских република.

### 2000—2009.
Године 2000. бенд је објавио уживо албум Шипу га Жобла који је снимљен у Студентском културном центру Београд. Године 2002. бенд је издао други студијски албум Паре не враћамо, на коме су се нашле комерцијалне песме у комичном рок жанру, као и на претходним издањима бенда, са песмама посвећеним Џејмс Бонду, Памели Андерсон и Ани Курњиковој. Гост на албуму био је Драги Јелић, члан YU групе, на вокалу песме То је само рокенрол, а члан бенда Ајзберн Александар Петровић Алек гостовао је на песмама Звуци родног краја и Сунце туђег неба, као и Немања Којић Којот који је са тромбоном гостовао на песми Ана Курњикова. Текст за песму Частан полицајац написао је Бора Чорба. Године 2007. бенд је издао уживо албум Само Супермен Србију спашава. Албум је снимљен 8. децембра 2006. године у Купен клубу у Панчеву, а на њему су се нашле и три студијске песме Нисам дијамант, Обећ'о си Мито и Врањанка.

### 2010—данас
Године 2010. бенд је издао сингл Алез 2010, другу верзију песме Алез Југославија са измењеним текстом, а посвећена је фудбалској репрезентацији Србије, која је тада играла на Светском првенству у фудбалу 2010. године. Године 2011. објављен је снимак наступа бенда на Београдском фестивалу пива на двд издању, где се нашло 17 песама, а сав приход од купљених албума прослеђен је београдском беби клубу. У октобру 2011. године бенд је снимио песму Живеле жене. Бенд је 13. децембра 2014. године прославио 20 година рада са два наступа, један на фестивалу Концерт године у новосадском СПЕНСу, а други у београдском клубу Фест.
Члан бенда Милутин Петровић преминуо је 10. децембра 2016. године. У јуну 2018. године, пре Светског првенства у фудбалу 2018. године, бенд је објавио трећу верзију Алез Југославије, под називом Алез Алез 2018, која је посвећена фудбалској репрезентацији Србије.

## Наслеђе
Године 2000. песме Дуле Савић изгласана је међу 100 најбољих југословенских рок песама свих времена.

## Дискографија

### Студијски албуми
- Плагијати и обраде (1996)
- Секс, дрога и Бодирога (1998)
- Паре не враћамо (2002)

### Уживо албуми
- Игра рокенрол СР Југославија (1995)
- Схипу га Жобла! (2000)
- Само Супермен Србију спашава (2007)

### Видео албуми
- Уживо на Београдском фестивалу пива 2010 (2011)